# Teodoro I da Etiópia
Teodoro I (em árabe: ቴዎድሮስ; romaniz.: Tewodros) foi Imperador da Etiópia (nəgusä nägäst, 12 de Outubro de 1413 - 23 de Junho de 1414) e membro da dinastia salomónica.  Seu nome de trono era Ualda Ambaçá (Walda Anbasa). Ele era o filho mais velho de Davi I,  sua mãe era a rainha Sion Mangaxa

## Reinado
Apesar de durar apenas nove meses, o período de governo de Teodoro adquiriu uma conotação lendária sendo considerado a idade do ouro, da paz e da abundancia. 
Teodoro era um homem muito religioso e grande amante da literatura religiosa.  Teodoro desejava fazer uma peregrinação a Jerusalém, mas foi convencido de não realizar a viagem pelo abuna (arcebispo) Marco, "que temia por sua segurança". Apesar disso, anulou o acordo de seu ancestral Iecuno-Amelaque que concedeu um terço do país à Igreja Ortodoxa Etíope. 
Teodoro foi morto além do rio Awash, combatendo os muçulmanos, embora isso não seja explicitamente declarado pelos cronistas etíopes. Taddesse Tamrat'observa que "nas crônicas reais e em outras tradições do período, pode-se detectar uma tentativa deliberada de suprimir os fins violentos dos reis etíopes nas mãos de seus inimigos".  Ele foi enterrado pela primeira vez na igreja de Tadebaba Mariam,  mas seu descendente o Imperador Baida-Mariam I transferiu seus restos mortais para a igreja de Atronsa-Mariam. 